# 上尾市
上尾市（日语：／ Ageo shi */?）是日本埼玉縣中東部的城市，人口約22萬。江戶時代在此設有中山道的宿場上尾宿。上尾市位於關東平原、埼玉縣中央偏東的地區，市內沒有山岳。境內大部分地區位於大宮台地，僅在荒川沿岸有少許低地，其中一部分地區由於宽永年间荒川河道的裁彎取直而位於荒川的左岸。

## 地理
臺地上有鸭川、芝川等河流流過。东部以綾瀨川及其支流原市沼川為界與莲田市與伊奈町接壤，西北部則以荒川支流江川為界與桶川市接壤。
以宿場「上尾宿」為中心的旧中山道一带從江户时代开始變得繁華，明治時期日本铁道將鐵路修到此處並開設上尾站。昭和時期纵贯市區南北的国道17号通车，使市区分成东西兩部分，並以上尾站为中心發展。昭和40年代，4座住宅区（原市住宅区、尾山台住宅区、西上尾第一住宅区、西上尾第二住宅区）相继建起，使得當地人口急剧增加。近年來多家郊外型大型零售店在上尾市均擁有分店。
當地的中心道路是与JR高崎线大体上并行的国道17号，交通量相當大，因而時常發生堵車現象。現今正在建造作为繞行道路的「上尾道路」。市中心的道路狹窄且错综复杂，人口密度高，使得汽车得穿行於小胡同之間，對自駕的居民和上班族來說生活环境極為不佳。高崎线西侧北部地區从昭和50年代开始被急速开发為住宅區，並且規劃了宽闊且整齐劃一的街道。
當地過去以农业為主，除了種植水稻外也栽培各种蔬菜。但伴隨著當地作為睡城的住宅区开发以及大量企业的进入，上尾市的农业用地逐年減少，但仍有一些地區在繼續栽培與生產梨、葡萄、奇異果等水果以及西红柿、黄瓜、菠菜等蔬菜。當地工业运输用机器的制造業相當興盛，市內有UD卡車的總部及工厂，普利司通自行車的總部及工厂以及AICHI CORPORATION等多家汽车零部件生產企業。三井金屬礦業的工厂·研究所以及市區西北部「上尾领家工业团地」中的多家工廠也位於此處。物流業方面，大型電信販賣企業之一Beruna的總部位於上尾站东口。當地亦有大正制药的药用植物园及综合运动场用地，但與上尾道路的計劃建設用地重合。
- 河川 - 荒川、芝川（日语：芝川 (埼玉県)）、鴨川（日语：鴨川 (埼玉県)）、綾瀨川（日语：綾瀬川）、原市沼川（日语：原市沼川）、江川（日语：江川 (北本市・桶川市)）、上尾中堀川（日语：上尾中堀川）

### 鄰接自治體、行政區
- 埼玉市（西區、北區、見沼區）
- 川越市
- 桶川市
- 蓮田市
- 北足立郡：伊奈町
- 比企郡：川島町

## 歷史
上尾地區在中世以前為農村地帶，因沒有穩定的水源，以小麥等旱田為主。江戶時代當地作為中山道整備的一環並設置上尾宿，形成人口約1000人的宿場町。此時上尾受惠於水運，與江戶之間的運輸交通以荒川船運為主，碼頭所在的平方比上尾宿更為繁榮，人口約1300人。戰國時代起發展為城鎮的原市也具有中山道的脇往還機能。此地由天領、旗本領、寺社領、近鄰大名領地所組成，江戶時代後期則有助鄉形成。
1883年（明治16年），日本最早的私鐵日本鐵道開通，上尾站開業，上尾町周邊開始發展。另一方面，平方由於荒川水運衰退而陷入停滯，原市也逐漸落後上尾。大正至1930年代，本地養蠶業盛行。20世紀後半，本市逐漸發展成東京郊外的住宅區。1960年代起，工業也開始發展。同時期建設的日本住宅公團（當時）西上尾第一團地、第二團地為縣內頗具規模的住宅團地。原市地區也新建原市團地、尾山台團地，逐漸形成中規模都市樣貌。與中山道通過的高崎線東側相比，西側發展較慢，但在急速開發下青年人口不斷流入。現在居民正在快速高齡化。
- 1869年（明治2年）1月28日（舊曆） - 武藏知縣事（日语：武蔵知県事）宮原忠治管轄區成立大宮縣。
- 1869年（明治2年）9月29日（舊曆） - 縣廳移往浦和，大宮縣改稱浦和縣（日语：浦和県）。
- 1871年（明治4年）11月14日（舊曆） - 浦和縣、忍縣（日语：忍県）、岩槻縣3縣合併成立埼玉縣。
- 1879年（明治12年） - 原足立郡區域成立北足立郡。郡役所設於浦和宿（日语：浦和宿）。
- 1889年（明治22年）4月1日 - 上尾宿、上尾村、上尾下村、柏座村、春日谷津村、谷津村合併成立北足立郡上尾町。
- 1955年（昭和30年）1月1日 - 上尾町、平方町（日语：平方町）、原市町（日语：原市町 (埼玉県)）、大石村（日语：大石村 (埼玉県)）、上平村（日语：上平村 (埼玉県)）、大谷村（日语：大谷村 (埼玉県)）合併成立上尾町。
- 1956年（昭和31年）
  - 4月1日 - 大字井戶木字後併入桶川町（現在的桶川市）。
  - 4月2日 - 大字井戶木字後部分區域劃入上尾町。
- 1958年（昭和33年）7月15日 - 市制施行，為上尾市。
- 1967年（昭和42年） - 舉行埼玉國體（日语：第22回国民体育大会）。
- 1973年（昭和48年）3月13日 - 國鐵上尾站發生暴動（上尾事件）。
- 2001年（平成13年） - 實施與埼玉市的合併公投，遭到否決。
- 2004年（平成16年） - 舉行彩之國真心國體（日语：第59回国民体育大会）。上尾市、桶川市、伊奈町合併準備會解散。
- 2008年（平成20年） - 市制施行50周年。

## 人口
近年人口呈現微增，2014年4月1日達到22萬8176人後開始減少。
| 上尾市人口分布圖 |                                               |  |
| 上尾市與日本全國年齡別人口分布比較圖 （2005年資料） | 上尾市的年齡、男女別人口分布圖 （2005年資料） |  |
| ■紫色是上尾市 ■綠色是全国 | ■藍色是男性 ■紅色是女性                       |  |
| 上尾市人口變化 \| 1970年 \| 110,792人 \| \| \| 1975年 \| 146,358人 \| \| \| 1980年 \| 166,243人 \| \| \| 1985年 \| 178,587人 \| \| \| 1990年 \| 194,947人 \| \| \| 1995年 \| 206,090人 \| \| \| 2000年 \| 212,947人 \| \| \| 2005年 \| 220,232人 \| \| \| 2010年 \| 223,882人 \| \| \| 2015年 \| 225,186人 \| \| \| 2020年 \| 226,940人 \| \| |                                               |  |
| 資料來源：日本總務省統計中心提供之人口普查數據 |                                               |  |
| 1970年 | 110,792人                                     |  |
| 1975年 | 146,358人                                     |  |
| 1980年 | 166,243人                                     |  |
| 1985年 | 178,587人                                     |  |
| 1990年 | 194,947人                                     |  |
| 1995年 | 206,090人                                     |  |
| 2000年 | 212,947人                                     |  |
| 2005年 | 220,232人                                     |  |
| 2010年 | 223,882人                                     |  |
| 2015年 | 225,186人                                     |  |
| 2020年 | 226,940人                                     |  |

## 行政
- 市長:島村穰（2008年就任、第三任）[2]

### 國家行政機關
- 國稅廳關東信越國稅局（日语：関東信越国税局）上尾稅務署
- 法務省埼玉地方法務局（日语：東京法務局）上尾出張所

### 縣行政機關
- 埼玉縣警察（日语：埼玉県警察）
  - 交通部交通指導課放置駐車對策中心（上尾分廳舍）
  - 上尾警察署（日语：上尾警察署）
- 縣央地域振興中心（上尾地方廳舍）
- 上尾縣稅事務所（上尾地方廳舍）

### 廣域行政機關
- 上尾桶川伊奈衛生組合（上尾市、桶川市、伊奈町）

### 市行政機關
- 上尾市消防本部（日语：上尾市消防本部）

## 經濟

### 產業
主要產業
- 日本信號上尾工場（平塚）
- 普利司通自行車本社、上尾工場（中妻）
- UD卡車本社、上尾工場（壱丁目）
- 橫濱橡膠上尾配送中心（愛宕）
- ALBION上尾工場（愛宕）
- LIXIL VIVA本社（上）
- BELLUNA本社（宮本町）
- 賽山Gas One Park上尾（平方領領家）
- AICHI CORPORATION本社（領家、上尾領家工業團地內）
- 日燃本社（領家、上尾領家工業團地內）
- 丸一本社（領家、上尾領家工業團地內）

### 金融機關
- 埼玉里索那銀行
  - 上尾支店
  - 上尾西口支店
- 武藏野銀行
  - 上尾支店
  - 西上尾支店
- 埼玉縣信用金庫（日语：埼玉縣信用金庫）
  - 上尾支店
  - 上尾西支店
  - 上尾柏座支店
  - 原市支店
- 青木信用金庫（日语：青木信用金庫）上尾支店
- 川口信用金庫（日语：川口信用金庫）上尾支店
- 群馬銀行上尾支店
- 大光銀行（日语：大光銀行）上尾支店
- 東和銀行（日语：東和銀行）上尾支店
- 瑞穗銀行上尾支店
- 三菱東京UFJ銀行上尾支店
- 中央勞動金庫（日语：中央労働金庫）上尾支店

## 姊妹都市、合作都市

### 國內
- 本宮市（福島縣）
  - 2013年7月31日締結友好都市協定[3]

### 國外
- 杭州市（中華人民共和國）
  - 2004年3月26日締結友好都市

## 地域

### 町域
- 上尾地區：上尾下 | 上尾宿（日语：上尾宿） | 上尾村 | 淺間台 | 東町 | 愛宕（日语：愛宕 (上尾市)） | 柏座 | 春日 | 上町（日语：上町 (上尾市)） | 榮町（日语：栄町 (上尾市)） | 仲町（日语：仲町 (上尾市)） | 錦町 | 原新町 | 日之出（日语：日の出 (上尾市)） | 富士見 | 二宮（二ツ宮） | 本町（日语：本町 (上尾市)） | 綠丘 | 宮本町 | 谷津
- 原市地區（日语：原市町 (埼玉県)）：瓦葺（日语：瓦葺 (上尾市)） | 五番町 | 原市 | 原市北 | 原市南
- 平方地區（日语：平方町）：上野 | 上野本鄉 | 西貝塚 | 平方（日语：平方 (上尾市)） | 平方領領家
- 大谷地區（日语：大谷村 (埼玉県)）：壱丁目 | 今泉 | 大谷本鄉 | 川 | 堤崎 | 戶崎 | 中新井 | 西宮下（日语：西宮下） | 向山 | 地頭方（日语：地頭方 (上尾市)）
- 上平地區（日语：上平村 (埼玉県)）：上 | 上平中央（日语：上平中央） | 久保 | 西門前 | 平塚 | 南 | 須谷 | 菅谷
- 大石地區（日语：大石村 (埼玉県)）： 畔吉（日语：畔吉） | 泉台 | 井戶木（日语：井戸木） | 小泉 | 小敷谷（日语：小敷谷） | 中妻 | 中分 | 藤波 | 弁財 | 領家

上尾市的町域大致可依昭和大合併前的町村分為六區，但部分區域因住居表示與地番整理等而有所差異。

### 醫療
- 上尾中央總合醫院（日语：上尾中央総合病院）（中央醫科集團）
- 上尾甦生醫院
- 藤村醫院

### 教育

#### 小學校
| - 上尾市立上尾小學校 - 上尾市立東町小學校 - 上尾市立今泉小學校 - 上尾市立大石小學校 - 上尾市立大石北小學校 - 上尾市立大石南小學校 - 上尾市立大谷小學校 - 上尾市立尾山台小學校 - 上尾市立上平小學校 - 上尾市立上平北小學校 - 上尾市立鴨川小學校 | - 上尾市立瓦葺小學校 - 上尾市立芝川小學校 - 上尾市立中央小學校 - 上尾市立西小學校 - 上尾市立原市小學校 - 上尾市立原市南小學校 - 上尾市立東小學校 - 上尾市立平方小學校 - 上尾市立平方北小學校 - 上尾市立平方東小學校 - 上尾市立富士見小學校 |

#### 中學校
- 上尾市立上尾中學校
- 上尾市立大石中學校
- 上尾市立大石南中學校
- 上尾市立大谷中學校（日语：上尾市立大谷中学校）
- 上尾市立上平中學校
- 上尾市立瓦葺中學校（日语：上尾市立瓦葺中学校）
- 上尾市立太平中學校
- 上尾市立西中學校（日语：上尾市立西中学校）
- 上尾市立原市中學校
- 上尾市立東中學校（日语：上尾市立東中学校）
  - 上尾市立東中學校向原分校（日语：上尾市立東中学校向原分校）
- 上尾市立南中學校（日语：上尾市立南中学校）

#### 高等學校
- 埼玉県立上尾高等學校（日语：埼玉県立上尾高等学校）
- 埼玉県立上尾鷹之台高等學校（日语：埼玉県立上尾鷹の台高等学校）
- 埼玉県立上尾橘高等學校（日语：埼玉県立上尾橘高等学校）
- 埼玉県立上尾南高等學校（日语：埼玉県立上尾南高等学校）
- 秀明英光高等學校（日语：秀明英光高等学校）

#### 專門學校
- 上尾中央看護專門學学校
- 上尾中央醫療專門學校

#### 大學
- 聖學院大學

#### 特別支援學校
- 埼玉県立上尾特別支援學校（日语：埼玉県立上尾特別支援学校）
- 埼玉県立上尾樫之木特別支援學校（日语：埼玉県立上尾かしの木特別支援学校）

#### 學校教育以外的設施

##### 職業訓練設施
- 埼玉縣立中央高等技術專門校（日语：埼玉県立中央高等技術専門校）（依據職業能力開發促進法（日语：職業能力開発促進法）設立之職業能力開發校（日语：職業能力開発校））

##### 社會教育
- 公民館（上尾、平方、原市、大石、大谷、上平、川、今泉、愛宕）
- 本町自治會館
- 上尾市圖書館（日语：上尾市図書館）
- 自然學習館
- 市立兒童館「APPILAND」（アッピーランド）
- 市立兒童館「兒童之城」（こどもの城）
- 市青少年中心
- 市教育中心

### 設施

#### 文化設施
- 上尾市文化中心（舊稱：上尾市福祉會館）（二宮）
- 上尾市社區中心（柏座）
- IKOSU上尾（イコス上尾）（平塚）

#### 運動設施
- 上尾運動公園（日语：上尾運動公園）
- 埼玉水上公園（日语：さいたま水上公園）
- 埼玉縣立運動總合中心
- 埼玉縣立武道館
- 埼玉冰上競技場（埼玉アイスアリーナ）
- 上平公園（上尾市民球場、網球場）
- 平塚公園（網球場）
- 上尾市民體育館（日语：上尾市民体育館）

#### 公園
- 上尾丸山公園
- 大宮花之丘農林公苑

#### 福利
- 埼玉縣總合復健中心（埼玉県総合リハビリテーションセンター）
- 埼玉縣中央兒童相談所（日语：児童相談所）
- 埼玉縣立埼玉學園（兒童自立支援設施（日语：児童自立支援施設））
- 市立健康廣場「WAKUWAKULAND」（わくわくランド）

#### 衛生
- 西貝塚環境中心
- 上尾伊奈齋場杜鵑（つつじ）苑
上尾市與伊奈町的廣域齋場。（指定管理（日语：指定管理者）為上尾市地域振興公社）

## 交通

### 鐵路
東日本旅客鐵道（JR東日本）
- 高崎線：上尾站 - 北上尾站

埼玉新都市交通
- 伊奈線：原市站 - 沼南站

宇都宮線東大宮站 - 蓮田站區間通過本市但未設站。另外，東大宮站因鄰近本市，是部分區域的最近車站。上尾市部分區域還可利用桶川站、宮原站、日進站、指扇站、丸山站等 。
而東北新幹線大宮站 - 小山站間，以及上越新幹線大宮站 - 熊谷站間分別與前述的埼玉新都市交通伊奈線平行通過市內。

### 巴士
- 東武巴士西（日语：東武バスウエスト）
- 朝日自動車（日语：朝日自動車）
- 上尾市內循環巴士GURUTTOKUN（日语：ぐるっとくん）
  - 東武巴士東（日语：東武バスウエスト）
  - 協同觀光巴士（日语：協同観光バス）
  - 丸建自動車（日语：丸建自動車）
- 社區巴士KENCHAN BUS（日语：けんちゃんバス）
  - 丸建自動車
- 國際興業（日语：国際興業）（深夜中距離巴士「午夜箭號：大宮～鴻巢線」上尾站東口、北上尾站入口停車）

### 計程車
計程車營業區域屬縣南中央交通圈，與川口市、埼玉市、鴻巢市、戶田市等屬於同區域。

### 道路
高速道路
市內沒有高速道路通過。地域高規格道路新大宮上尾道路計畫延伸至本市，並在2016年度起進行與野系統交流道至上尾南交流道（暫稱）工程。
一般國道
- 國道16號
- 國道17號（中山道） - 避免與舊中山道混淆，加上國道17號大宮繞道建設的歷史，舊大宮市至鴻巢市（舊吹上町除外）一般稱為「國道17號」。
- 國道17號上尾道路 - 上尾市內區間於2016年4月29日全線開通。

縣道
- 主要地方道
  - 埼玉縣道3號埼玉栗橋線
  - 埼玉縣道5號埼玉菖蒲線（第二產業道路）
  - 埼玉縣道35號川口上尾線（產業道路）
  - 埼玉縣道51號川越上尾線
  - 埼玉縣道57號埼玉鴻巢線
  - 埼玉縣道87號上尾久喜線

- 一般縣道
  - 埼玉縣道133號上尾停車場線
  - 埼玉縣道150號上尾蓮田線
  - 埼玉縣道164號鴻巢桶川埼玉線（舊中山道）
  - 埼玉縣道165號大谷本鄉埼玉線
  - 埼玉縣道216號上野埼玉線（松山街道）
  - 埼玉縣道323號上尾環狀線

道路暱稱
上尾市針對市內主要道路賦予暱稱。暱稱對象為2線道以上，人車分離的道路。
- 東西道路（北起）
  - BS通（舊中山道西側：小泉交差點 - 縣道323號 - 泉台1丁目交差點 - 中妻4丁目交差點 - 中妻3丁目交差點 - 久保西交差點）※BS=普利司通
  - 紅花通（べにばな通り）（舊中山道東側：久保西交差點 - 縣道87號 - 菅谷）
  - 花水木通（はなみずき通り）（舊中山道貫通：夕日通交點 - 春日交差點 - 中山道交點 - 平塚北交差點）※平塚北與縣道5號交會
  - 市民體育館通（上尾站西口 - 並木通交點 - 夕日通交點）
  - 市役所通（上尾站東口 - 縣道133號 - 縣道150號 - 二宮）
  - 日產通（ニッサン通り）（舊中山道西側：縣道51號 - 「秋葉通」交點- 中山道交點）※「日產」來自於本社位於本道路的日產柴油工業（現UD卡車）
  - 水上公園通（舊中山道東側：中山道交點 - 癌症中心入口交差點）

- 南北道路（東起）
  - 並木通（桶川市境 - 中妻3丁目交差點 - 花水木通交點 - 市民體育館交點）※預定延伸至日產通
  - 淺間通（井戶木 - 中妻4丁目交差點 - 花水木通交點）
  - 泉丘通（桶川市界 - 泉台1丁目交差點 - 花水木通交點）※預定延伸至市民體育館通
  - 夕日通（小泉交差點 - 縣道323號 - 花水木通交點 - 市民體育館通交點 - 秋葉通）※「秋葉通」與日產通交會

## 觀光；祭典、古蹟
- 上尾櫻花祭（3月-4月）
- 上尾花菖蒲祭（6月）
- 上尾夏祭（7月）
- 泥隱居（どろいんきょ）（7月） - 平方地區的奇祭
- 上尾花火大會（8月）
- 上尾產業祭（11月）
- 上尾點燈節（11月-12月）
- 上尾城市馬拉松（11月）
- 榎本牧場
- 原市沼（日语：原市沼）古代蓮（6月-8月）
- 馬蹄寺
- 龍山院（日语：龍山院）
- 少林寺（日语：少林寺 (上尾市)）
- 八枝神社
- APPY（アッピー）（上尾市吉祥物）
  - AYUMI CHAN（あゆみちゃん）[5]
- 橘神社（展示日俄戰爭時使用的水雷）
- 上尾音頭
- APPY音頭

## 知名人士
- 樱井纪雄（漫畫家）
- 的場浩司（演員）
- 青柳翔（童星）
- 羽鳥慎一（日语：羽鳥慎一）（電視播音員）
- 山崎裕之（職棒解說員）
- 長谷川暢 (籃球運動員)
- 岩井勇氣（搞笑組合原市）
- 澤部佑（搞笑組合原市）

## 以上尾市為舞台的作品
- 抓狂學校（日语：子供学級）（漫畫）
- 《超元氣3姊妹》（漫畫）

## 外部連結
行政
- 上尾市 （页面存档备份，存于）

觀光
- 上尾市觀光協會 （页面存档备份，存于）